# MIRACLE (보아의 음반)
《MIRACLE》은 대한민국에서 보아가 발매한 두번째 스페셜앨범이며, 첫번째 번안앨범이다. 집수로는 2.5집이 된다. 약 33만장의 판매고를 기록하였고, 2002년 연간 차트 22위를 기록하였다.

## 설명
- 일본의 첫 앨범 《LISTEN TO MY HEART》의 수록곡을 기초로 하여 번안하였다. 수록된 싱글은 아래와 같다.
  - 《気持ちはつたわる》,《LISTEN TO MY HEART》《Every Heart -ミンナノキモチ-》,《VALENTI》,《奇蹟/NO.1》
- 컴퓨터로 재생할 경우, 앨범 자켓이나 〈VALENTI〉한국어 뮤직비디오를 볼 수도 있다.
- 〈FEELINGS DEEP INSIDE - 마음은 전해진다〉(일본곡 : 気持ちはつたわる), 〈VALENTI〉의 경우에는 Background Vocal이 미세한 차이가 있다. 또 〈VALENTI〉는 전주, 간주를 편집하여 원곡보다 러닝 타임이 짧다.
- 후속곡 〈기적〉으로 활동 하던 도중, 무대에서 눈물을 흘린 사건이 있다.
- Miracle의 전곡은 보아가 작사를 했다. <Nothing's Gonna Change>는 보아의 자작곡이다.

## (2.5집)방송 출연 목록
| (타이틀곡)Valenti              |                                         |                                                                                    |
| 2002년 9월 24일                | SBS 영상대전                            |                                                                                    |
| 2002년 9월 25일                | KMTV 생방송 뮤직큐                      | 초대석 손님                                                                        |
| 2002년 9월 27일 (9월24일녹화)  | Mnet 쇼킹M                              | 기적, Every Heart, Valenti                                                         |
| 2002년 9월 27일 (9월25일녹화)  | KMTV 쇼 뮤직탱크                        |                                                                                    |
| 2002년 9월 28일                | KBS 뮤직플러스                          |                                                                                    |
| 2002년 9월 30일                | SBS 라디오 신성우의 뮤직라이브 공개방송 | Valenti, 기적                                                                      |
| 2002년 10월 2일                | Mnet 가요발전소                         |                                                                                    |
| 2002년 10월 2일                | KMTV 쇼 뮤직탱크                        | 기적, Valenti                                                                      |
| 2002년 10월 4일                | SBS 라디오 박철의 두시탈출              |                                                                                    |
| 2002년 10월 4일 (10월1일녹화)  | Mnet 쇼킹M                              | Valenti, 기적,                                                                     |
| 2002년 10월 5일                | KBS 윤도현의 러브레터                   | No.1, Valenti                                                                      |
| 2002년 10월 일 (10월5일녹화)   | Mnet 쇼킹M                              |                                                                                    |
| 2002년 10월 6일                | SBS 인기가요                            | 컴백무대                                                                           |
| 2002년 10월 10일               | KBS 뮤직뱅크                            | 컴백무대                                                                           |
| 2002년 10월 12일               | KBS 라디오 강타의 자유선언 공개방송     | Valenti                                                                            |
| 2002년 10월 12일               | 에버랜드 공연                           | Valenti, 기적                                                                      |
| 2002년 10월 13일               | SBS 인기가요                            |                                                                                    |
| 2002년 10월 19일               | KBS 뮤직플러스                          |                                                                                    |
| 2002년 10월 27일               | SBS 2002 하이 서울 페스티벌             | Valenti, No.1                                                                      |
| 2002년 11월 1일 (10월31일녹화) | SBS 파이팅! 벤처코리아                  | 기적                                                                               |
| 2002년 11월 1일                | KBS 교통안전대상                        |                                                                                    |
| 2002년 11월 2일                | MBC 유소년 축구 기금 모금 콘서트        |                                                                                    |
| 2002년 11월 3일                | SBS 인기가요                            |                                                                                    |
| 2002년 11월 10일               | SBS 인기가요                            |                                                                                    |
| (후속곡)기적(Miracle)          |                                         |                                                                                    |
| 2002년 12월 3일                | SMTOWN China Concert                    | 기적, Valenti, No.1                                                                |
| 2002년 12월 7일                | MBC 음악캠프                            | 기적 첫방송                                                                        |
| 2002년 12월 14일               | MBC 음악캠프                            |                                                                                    |
| 2002년 12월 15일               | SBS 인기가요                            |                                                                                    |
| 2002년 12월 27일               | EBS 청소년 칼라 콘서트                  | 기적, Valenti                                                                      |
| 2002년 12월 28일               | MBC 음악캠프                            | No.1, 기적                                                                         |
| 2003년 1월 4일                 | MBC 음악캠프                            | 스키장 공연                                                                        |
| 2003년 1월 4일                 | KBS 뮤직플러스                          |                                                                                    |
| 2003년 1월 5일                 | SBS 인기가요                            | 굿바이스페셜 No.1, 기적                                                            |
| 연말 시상식                    |                                         |                                                                                    |
| 2002년 11월 29일               | Mnet 뮤직비디오 페스티벌                | 늘, Valenti, No.1, 최고인기뮤직비디오상 / 댄스부문최고 뮤직비디오상 수상           |
| 2002년 12월 6일                | SBS 서울가요대상                        | 대상 수상                                                                          |
| 2002년 12월 28일               | KMTV 가요대전                           | Jewel Song, No.1, 본상 / 모바일뮤직상 수상                                         |
| 2002년 12월 29일               | SBS 가요대전                            | 본상 / 대상 수상                                                                   |
| 2002년 12월 31일               | KBS 10대 가수 가요제                    | 본상 수상 일본 현지 생중계 연결 및 Valenti 현지 한국어버젼 공연 사전녹화 영상 공개 |

## 트랙 리스트
| CD   | CD                                     | CD                                                                     | CD                                                      | CD                                                      | CD       |
| 트랙 | 수록곡                                 | 원곡                                                                   | 작사·작곡·편곡                                          | 작사·작곡·편곡                                          | 길이     |
| ---- | -------------------------------------- | ---------------------------------------------------------------------- | ------------------------------------------------------- | ------------------------------------------------------- | -------- |
| 01   | 기적 (Miracle)                         | 奇蹟 - (싱글〈奇蹟(기적)ㆍNO.1〉수록곡)                                | 작사 : 보아 작곡 : Kosuke Morimoto 편곡 : Ken Matsubara | 작사 : 보아 작곡 : Kosuke Morimoto 편곡 : Ken Matsubara | 4분 18초 |
| 02   | Every Heart                            | Every Heart-ミンナノキモチ- (싱글〈Every Heart -민나노키모치-〉수록곡) | 작사 : 신지원 작곡 : BOUNCEBACK                         | 작사 : 신지원 작곡 : BOUNCEBACK                         | 4분 33초 |
| 03   | Valenti                                | Valenti (싱글〈VALENTI〉수록곡)                                        | 작사 : 보아                                             | 작사 : 보아                                             | 3분 33초 |
| 04   | Feelings Deep Inside (마음은 전해진다) | 気持ちはつたわる (싱글〈마음은 전해진다)〉수록곡)                      | 작사 : 보아 작곡 : BOUNCEBACK 편곡 : Akira              | 작사 : 보아 작곡 : BOUNCEBACK 편곡 : Akira              | 4분 24초 |
| 05   | Share Your Heart (With Me)             | Share Your Heart (With Me) (앨범《LISTEN TO MY HEART》수록곡)          | 작곡 : Muramatsu Tetsuya                                | 작곡 : Muramatsu Tetsuya                                | 4분 34초 |
| 06   | Happiness                              | Happiness (앨범《LISTEN TO MY HEART》수록곡)                           | 작사 : 조윤경 작곡 : Muramatsu Tetsuya 편곡 : Akira     | 작사 : 조윤경 작곡 : Muramatsu Tetsuya 편곡 : Akira     | 4분 35초 |
| 07   | Snow White                             | (싱글〈LISTEN TO MY HEART〉수록곡)                                     | 작곡 : Morifumi Kawamoto                                | 작곡 : Morifumi Kawamoto                                | 4분 22초 |
| 08   | Nobody But You                         | Nobody But You (앨범《LISTEN TO MY HEART》수록곡)                      | 작사 : 보아 작곡 : Kosuke Morimoto 편곡 : Akira         | 작사 : 보아 작곡 : Kosuke Morimoto 편곡 : Akira         | 4분 10초 |
| 09   | Next Step                              | Next Step (싱글〈마음은 전해진다〉수록곡)                              | 작사 : 보아 작곡 : Ken Harada                           | 작사 : 보아 작곡 : Ken Harada                           | 4분 56초 |
| 10   | Nothing`s Gonna Change                 | Nothing`s Gonna Change (앨범《LISTEN TO MY HEART》수록곡)              | 작사·작곡 : 보아 편곡 : Kei Kawano                      | 작사·작곡 : 보아 편곡 : Kei Kawano                      | 5분 20초 |
| 11   | Listen To My Heart                     | Listen To My Heart (싱글〈LISTEN TO MY HEART〉수록곡)                  | 작사 : 조윤경 작곡 : Ken Harada                         | 작사 : 조윤경 작곡 : Ken Harada                         | 3분 55초 |